# Reindlbach
Der Reindlbach ist ein rechter Zufluss zur Loisach in Oberbayern.
Er entsteht aus dem Zusammenfluss von Heubach und Stallauer Bach bei Reindlschmiede, fließt südwestwärts und mündet schließlich von Norden in eine Schleife der Loisach.